# Deportivo Fútbol Show
Deportivo Fútbol Show fue un programa radial deportivo argentino, conducido por Sergio Alberto Castillo, que se emitió entre el 2009 y el 2011 por Radio Cooperativa, en un momento en que dicho medio contaba con figuras como Guillermo Nimo, Jorge Bocacci y Riverito. Es considerado un programa "de culto" debido a su manera, directa y poco usual, de referirse a la problemática del fútbol de esa época.

## Historia
Hacia finales del año 2008, Héctor Rossi, entonces locutor de Intrusos en el espectáculo, programa conducido por Jorge Rial, era parte del equipo de producción general de Radio Cooperativa. Un tiempo atrás, él había quedado impresionado por el humor cínico de Sergio Alberto Castillo (exdirector de la histórica revista Sólo Fútbol), a quien había conocido trabajando en distintos programas partidarios de Deportivo Morón y que no estaba en el los primeros planos de los medios deportivos desde su participación en Radio La Red. Rossi llamó a Castillo y le comentó que, a partir de enero del próximo año, se liberaría un cupo en la programación de su radio, y que necesitaba un programa temporal, por un espacio de tres meses. Muchos sostienen que en ese mismo momento nació el nombre. El horario que ocuparía también sería poco usual, ya que se realizaría entre las 23:00 y las 3:00 horas.
Para enero, Castillo y Rossi se habían encargado de conformar un equipo compuesto por productores y panelistas recién egresados de la carrera de periodismo o con sus estudios todavía en curso. Allí estaban Lucía Valsecchi, Pablo Friedman, Martín Gasparet, Matías Russo y Juan Carballo.
Rápidamente, el programa llamó la atención de los oyentes, ya que Castillo no tenía reparos en denunciar lo que, según su criterio, estaba mal administrado dentro del ambiente del fútbol. Así fue como apuntó sus cañones contra las más altas esferas, incluyendo a Julio Grondona entre tantos otros dirigentes denunciados desde un humor punzante e irónico. El conductor también se encargó de ridiculizar a un cierto grupo de periodistas al que él creía corrupto. Es por esto que no pasaría mucho tiempo para que Deportivo Fútbol Show generara desasosiego en el ambiente de su rubro. Comunicadores de todos los medios comenzaron a sintonizarlo en el dial y hasta circuló el rumor de que Alejandro Fantino, quien por aquellos días conducía El Show del Fútbol, sondeó a Castillo para que éste fuera parte de su equipo. El programa ya no era un producto temporal, sino que se había convertido en uno de los más fuertes de la radio, y ya tenía su horario fijo en la medianoche de los domingos.
Para ese entonces aún se transitaba el primer año y había sumado a un grupo de productores que luego acabarían cubriendo distintas aristas del programa. Se trataba de Delfina Korn, Nicanor Olivetto, Sebastián Saijo, Nahuel Robledo y Patricio García De Leo. Esa formación fue la que afrontó los principales desafíos, que llegarían en los dos años posteriores e incluyeron la "Edición Mundial 2010" y la investigación periodística que, se presume, terminó de romper la relación con las autoridades de la radio y ocasionó el fin del programa.

## La "Edición Mundial"
Deportivo Fútbol Show tenía su horario fijo (0:00 a 4:00) los domingos. Sin embargo, el advenimiento de la Copa Mundial de Fútbol 2010, disputada en Sudáfrica, hizo que las autoridades de la radio le otorgaran al programa un espacio diario, que comenzaba a las 18:00 horas. El mismo contó con particulares informes de una artística destacada. Tenía una hora de duración y se extendió hasta el final de la Copa del Mundo. En aquellos días, Castillo era muy crítico de la gestión de Diego Maradona al frente del seleccionado argentino.

## Cambios en la formación
En un principio, la mesa de Deportivo Fútbol Show contaba con tres panelistas que acompañaban a Castillo. Ellos eran Matías Russo, Pablo Friedman y Martín Gasparet. Sin embargo, durante el 2010, mientras el programa afrontaba la "Edición Mundial" además de la clásica, Castillo y Gasparet tuvieron un distanciamiento nunca aclarado que terminó con el último fuera del equipo. Por aquel entonces, la cantidad de panelistas era tal que las mesas de la tira diaria (la de la edición Mundial) cambiaba con cada emisión. A partir de la salida de Gasparet, Nicanor Olivetto pasó a ocupar un lugar fijo en el equipo periodístico.
Todo volvería a cambiar al año siguiente, cuando Matías Russo no pudo hacer que su trabajo como redactor en la revista Sólo Boca fuera compatible con el del programa. Por esos días, Castillo también había excluido a García De Leo y Saijo y Robledo estaban tan afianzados en su lugar de productores, que ya no saldrían de él. El conductor tomó la decisión de reemplazar a Russo con diferentes oyentes fieles, algo que resultó novedoso.
Hacia finales del 2010, Nicanor Olivetto también abandonaría el programa, ya que entraría a trabajar como redactor en la revista Crono TC. Esta ausencia, sumada a la de Russo, permitió que algunos integrantes de paso efímero (Como Fernando Prieto o Federico Ducasse) pudieran hacer su aparición. De cualquier forma, el principio del fin ya había comenzado.

## El final
Habiendo hecho más de cien programas, el equipo periodístico sólo contaba con Castillo y Friedman en la mesa. Deportivo Fútbol Show era uno de los programas más escuchados por periodistas y dirigentes del fútbol. Radio Cooperativa también tenía entre sus filas a Aldo Proietto, que también conducía un programa de fútbol diario, pero con un enfoque distinto al de Castillo.
Deportivo Fútbol Show ya era considerado un producto peligroso para cualquier integrante del medio que estuviera involucrado en algún hecho de corrupción. Fue así como, durante una investigación sobre la revista El Gráfico -influenciada por Proietto, director del EAM '78 en la controversial época de la Dictadura Militar-, el programa fue levantado del aire. Todavía hoy, Castillo sostiene que "al domingo siguiente no nos dejaron entrar a la radio". Cuando este hecho de censura ocurrió, el reconocido periodista Pablo Llonto se encargó de escribir una nota de apoyo a sus colegas. Esa fue la última edición de Deportivo Fútbol Show. Un año después, los integrantes sobrevivientes de la última formación intentaron seguir con el proyecto, aunque nunca alcanzaron la relevancia que sí tenían en una radio grande como lo era Cooperativa.